# فرانسوا دوبيرون
فرانسوا دوبيرون (بالفرنسية: François Dupeyron)‏ (و. 1950 – 2016 م) هو مخرج سينمائي، وكاتب سيناريو من فرنسا.

## التعليم
تعلم في المعهد العالي للدراسات السينمائية.

## روابط خارجية
- فرانسوا دوبيرون على موقع IMDb (الإنجليزية)
- فرانسوا دوبيرون على موقع ألو سيني (الفرنسية)
- فرانسوا دوبيرون على موقع أول موفي (الإنجليزية)
- فرانسوا دوبيرون على موقع قاعدة بيانات الأفلام السويدية (السويدية)
- فرانسوا دوبيرون على موقع قاعدة بيانات الفيلم (الإنجليزية)
- فرانسوا دوبيرون على موقع كينوبويسك (الروسية)